# Al-Ḥujarāt
Al-Hujurat (Le Stanze) è la quarantanovesima Sura del Corano, una sura medinese composta da 18 versetti. Il nome della sura si riferisce alle stanze (hujurat) delle abitazioni in cui gli atteggiamenti errati vengono condannati e gli atteggiamenti corretti vengono promossi. Questa sura tratta vari temi, inclusi il rispetto, l'unità della comunità musulmana, la gentilezza e il rispetto verso il Profeta Muhammad.

## Contenuto

### Il Rispetto e l'Unità della Comunità
Versetti 1-5: La sura inizia con l'invito alla moderazione, al rispetto e all'unità tra i membri della comunità musulmana. Si avverte contro la calunnia, il sospetto e la diffidenza, invitando alla pace e alla riconciliazione.

### Condanna dell'Arroganza e dell'Ipocrisia
Versetti 6-11: Si condanna l'arroganza e l'ipocrisia, invitando alla modestia e all'umiltà. Si sottolinea che la vera grandezza è nel timore di Allah e nella pratica della giustizia.

### Promozione della Gentilezza e del Rispetto verso il Profeta Muhammad
Versetti 12-13: Si promuove la gentilezza e il rispetto verso il Profeta Muhammad, invitando i credenti a non alzare la voce sopra la sua e a non parlare con lui come si parla tra loro.

### Uguaglianza e Fratellanza tra i Credenti
Versetti 14-18: Si sottolinea l'uguaglianza e la fratellanza tra i credenti, indipendentemente dalla loro origine etnica o sociale. Si esorta a evitare la calunnia e la diffamazione e ad essere giusti nei confronti degli altri.

## Analisi
La Sura fu rivelata da Maometto a Medina, dopo la Sura della Disputa (la n. LVIII), facendo indicare ad Alessandro Bausani la data del 629, dopo la ʿumra alla Mecca, concordata dopo l'Accordo di al-Hudaybiyya, se non addirittura dopo la "conquista" (fatḥ) della Mecca del 630.

È assai probabile che la Sura fosse rivelata in diversi momenti, vista l'eterogeneità della materia.
I versetti costituiscono una chiara raccomandazione di non usare toni queruli e potenzialmente provocatori di disturbo, specie (ma non solo) nel rivolgersi al Profeta Maometto. Parimenti di mantenere un atteggiamento non schernitorio nei confronti del prossimo e alieno da ogni pettegolezzo e calunnia: fattori tutti miranti a cementare la pace sociale all'interno della Umma.
La Sura Al-Hujurat offre insegnamenti importanti sulla moderazione, il rispetto reciproco e l'unità all'interno della comunità musulmana. Attraverso la condanna dell'arroganza e dell'ipocrisia e la promozione della gentilezza e del rispetto verso il Profeta Muhammad, la sura invita i credenti a praticare la modestia, l'umiltà e la giustizia.
Inoltre, la sura sottolinea l'importanza dell'uguaglianza e della fratellanza tra i credenti, indipendentemente dalle loro differenze etniche o sociali, e invita a evitare la calunnia e la diffamazione. È un richiamo alla coesione sociale, al rispetto reciproco e alla pratica della giustizia all'interno della comunità musulmana.